# 溫德湖 (伊利諾伊州)
溫德湖（英語：Wonder Lake）是位於美國伊利諾伊州麥克亨利縣的一個村落。

## 地理
溫德湖的座標為42°23′03″N 88°22′04″W / 42.38417°N 88.36778°W，而該地最高點為海拔高度255米（即837英尺）。

## 人口
根據2010年美國人口普查的數據，溫德湖的面積為15.39平方千米，當中陸地面積為12.39平方千米，而水域面積為3.00平方千米。當地共有人口4026人，而人口密度為每平方千米261人。